# Francesco di Uguccione della Faggiuola
Francesco di Uguccione della Faggiuola (Itàlia, s. XIII-XIV) va ser un noble i condottiero italià, fill d'Uguccione della Faggiuola, que va ser nomenat capità general i podestà de la ciutat de Lucca.
Va néixer a finals del segle xiii, fill d'Uguccione della Faggiuola, segurament el primer dels seus fills. Està documentat per primera vegada el 1314 en ser nomenat capità general i podestà –és a dir, el primer magistrat– de la ciutat de Lucca després de llur conquesta el 14 de juny per part del seu pare, segurament en qualitat de vicari, si bé és inicialment Uguccione qui ocupà aquests càrrecs. El dia 29 va prendre possessió del càrrec i va confirmar una resolució del Consell d'ancians anul·lant tots els actes de govern anteriors a la conquesta. Després va dur a terme les tasques pròpies del seu càrrec i les tasques jurisdiccionals de la cúria. Amb tot, en els darrers temps va executar actes il·legítims: la requisa del tresor papal custodiat al monestir de San Frediano, sota l'auspici del seu pare, que segurament també va ordenar la requisa de les escriptures de propietat de la diòcesi de Lucca. Així mateix, va ser responsable de la confiscació dels béns personal del cardenal Gentile de Montefiore.
El 29 d'agost de 1315 va participar en la batalla de Montecatino entre güelfs i gibel·lins, essent líder d'una de les seccions de l'exèrcit d'Uguccione. Francesco va morir en el transcurs de la batalla, probablement lliurant un combat singular contra Carles d'Acaia, fill del príncep de Tàrent, atès que els cossos d'ambdós es van trobar pròxims a la fi de la batalla. El seu pare el feu enterrar a l'abadia de Buggiano i, més tard, els ossos van ser traslladats al cementiri de Pisa, a una urna de marbre amb la inscripció en llatí Sepulcrum Francisci de Fagiola mortui in bello Montis Catini A. D. MCCCXVI. Quant al càrrec de podestà i capità general també se'n feu càrrec.
Casat en una data desconeguda amb la filla del comte de Guidi Altavilla, que anava acompanyada d'un dot de 1.200 lires florentines, que la vídua va sol·licitar-ne restitució al seu sogre a la mort de Francesco.